# نادي أطلع برة
نادي أطلع برة لكرة القدم هو نادي كرة قدم من جوبا، جنوب السودان. يلعب في بطولة جنوب السودان والتي استطاع الفوز بها عام 2013.

## سبب التسمية
سُمي النادي بهذا الاسم كنيةً عن أحد أحياء العاصمة جوبا، «وحي أطلع برة» هو أحد الأحياء التي تعرضت لحملات تفتيشية من الجيش السوداني قبل انفصال جنوب السودان عن الشمال، وكان الجنود الشماليين يدخلون إلى هذا الحي ويخرجون الرجال من بيوتهم عنوة وهم يصرخون على الرجال "أطلع برة"، فسُمي الحي بهذا الاسم، وبالتالي اشتق اسم النادي من اسم الحي.

## الإنجازات
- بطولة جنوب السودان

البطل (1): 2013
البطل (2): 2015

## المشاركة في البطولات الأفريقية
- دوري أبطال أفريقيا

2014: الدور التمهيدي
2015: الدور التمهيدي
2019: الدور التمهيدي

## روابط خارجية
- بطولة جنوب السودان 2013 على Rsssf